# Taxxi 4
Taxxi 4 (Taxi 4 reso graficamente T4XI) è un film del 2007 diretto da Gérard Krawczyk. È il quarto capitolo della saga iniziata con Taxxi. L'auto protagonista, come sempre francese, è una Peugeot 407, a differenza della Peugeot 406 dei precedenti film. All'inizio del film compare, interpretando se stesso, il calciatore ivoriano-francese Djibril Cissé.
La scena finale richiama il film Scarface. La villa del boss utilizzata dalla produzione si chiama Domaine La Dilecta ed è situata a Cap d'Antibes.

## Trama
Il dipartimento di polizia di Marsiglia riceve il compito di sorvegliare un pericoloso criminale internazionale e di riconsegnarlo il giorno successivo all'esercito perché venga caricato su un aereo diretto in Congo. Il dipartimento di Polizia riesce però a farselo sfuggire. Émilien e Daniel dovranno inseguirlo fino a Monte Carlo dove verrà arrestato da Émilien nella villa di un criminale latino-americano detto Il Colombiano.

## Sequel
Il film ha avuto un sequel, Taxxi 5 nel 2018.